# Smaïl Khabatou
Smaïl Khabatou (Argel, 8 de septiembre de 1920 - ibídem, 14 de septiembre de 2014) fue un futbolista y entrenador de fútbol argelino.

## Biografía
Debutó como futbolista en 1938 con el MC Alger, club en el que estuvo hasta 1950. Los últimos cinco años que permaneció en el club los pasó de jugador-entrenador, al igual que en el club siguiente, el USM Blida, donde se retiró como futbolista en 1956. Siete años después, la selección de fútbol de Argelia le fichó como segundo entrenador durante un año. Tras un breve paso de nuevo por el USM Blida, la selección volvió a ficharle, esta vez como seleccionador principal, llegando a quedar en tercera posición en la Copa Africana de Naciones 1965. Pasó entrenando al OMR El Annasser y al WA Boufarik, hasta que en 1969 llegó de nuevo al MC Alger. Todos los títulos que consiguió durante su carrera como entrenador fueron con el club, cosechando un Championnat National de Première Division, dos Copa de Argelia y dos Recopa del Magreb. En 1974 fue relegado al puesto de segundo entrenador. En 1976 volvió por un año al USM Blida. Y finalmente, desde 1976 hasta 1978, con el cargo de director técnico en la selección de fútbol de Argelia, se retiró.
Falleció el 14 de septiembre de 2014 en Argel a los 94 años de edad.

## Clubes

### Como futbolista
| Club      | País    | Año         |
| --------- | ------- | ----------- |
| MC Alger  | Francia | 1938 - 1950 |
| USM Blida | Francia | 1950 - 1956 |

### Como entrenador
| Club                                                | País    | Año         |
| --------------------------------------------------- | ------- | ----------- |
| MC Alger                                            | Francia | 1945 - 1950 |
| USM Blida                                           | Francia | 1950 - 1956 |
| Selección de fútbol de Argelia (Segundo entrenador) | Argelia | 1963        |
| USM Blida                                           | Argelia | 1963 - 1965 |
| Selección de fútbol de Argelia                      | Argelia | 1963 - 1966 |
| OMR El Annasser                                     | Argelia | 1965 - 1966 |
| WA Boufarik                                         | Argelia | 1966 - 1969 |
| MC Alger                                            | Argelia | 1969 - 1974 |
| MC Alger (Segundo entrenador)                       | Argelia | 1974 - 1976 |
| USM Blida                                           | Argelia | 1976 - 1977 |
| Selección de fútbol de Argelia (Director técnico)   | Argelia | 1976 - 1978 |

## Palmarés

### Campeonatos nacionales
| Título                                    | Club     | País    | Año  |
| ----------------------------------------- | -------- | ------- | ---- |
| Championnat National de Première Division | MC Alger | Argelia | 1972 |
| Copa de Argelia                           | MC Alger | Argelia | 1971 |
| Copa de Argelia                           | MC Alger | Argelia | 1973 |
| Recopa del Magreb                         | MC Alger | Argelia | 1971 |
| Recopa del Magreb                         | MC Alger | Argelia | 1974 |